# Mountlake Terrace (Washington)
Mountlake Terrace je grad u američkoj saveznoj državi Washington. Prema popisu stanovništva iz 2010. u njemu je živjelo 19.909 stanovnika.